# Petrofac
Petrofac  ist ein britisches Gas- und Ölunternehmen mit Sitz in London. Es beschäftigt sich mit der Erforschung und Projektierung von Gas- und Ölvorkommen sowie mit der Gewinnung und dem Verkauf von Gas und Öl.
Das Unternehmen beschäftigte 2023 etwa 7 817 Mitarbeiter.
Das Unternehmen betreibt mehrere Projekte, wie zum Beispiel in Omans Wüste und in der Arktis.

## Geschichte
Das Unternehmen wurde 1981 in Tyler, Texas, USA als Produzent von modularen Anlagen gegründet. Im Gründungsjahr hatte das Unternehmen 25 Beschäftigte. 1991 stießen Ayman Asfari and Maroun Semaan zum Unternehmen und gründeten Petrofac International, ein auf Engineering-Procurement-Construction ausgerichtetes Unternehmen, das seinen Sitz in Sharjah, Vereinigte Arabische Emirate hatte.
In 2012 schloss Petrofac Verträge mit einem Gesamtvolumen von 5 Mrd. USD ab. Unter anderem mit Pemex, Saudi Aramco und Apache Corporation.
Im November 2013 haben Petrofac und das italienische Ölunternehmen Bonatti S.p.a. einen Joint-Venture-Vertrag über ein 650 Mio. US-$ umfassendes Projekt für Sonatrach abgeschlossen.
Im 29. April 2024 sank der Aktienwert von Petrofac um 24 %, nachdem die Pflichtveröffentlichung des Jahresberichts für 2023 verschoben werden musste. Der Handel mit Petrofac-Aktien wurde daraufhin ab dem 1. Mai ausgesetzt und erst im Juni wieder aufgenommen. Im Mai 2025 wurde der Handel abermals ausgesetzt, nachdem Petrofac die Jahresergebnisse für 2024 nicht rechtzeitig veröffentlichen konnte.